# Geolycosa lancearia
Geolycosa lancearia är en spindelart som först beskrevs av Cândido Firmino de Mello-Leitão 1940. 
Geolycosa lancearia ingår i släktet Geolycosa och familjen vargspindlar. Inga underarter finns listade i Catalogue of Life.